# Tremolit
Tremolit (IMA-Symbol Tr) ist ein häufig vorkommendes Mineral aus der Mineralklasse der „Silikate und Germanate“ mit der chemischen Zusammensetzung ☐Ca2(Mg5.0-4.5Fe2+0.0-0.5)Si8O22(OH)2 und damit chemisch gesehen ein komplexes Calcium-Silikat mit zusätzlichen Hydroxidionen sowie Magnesium und Eisen mit in gewissen Grenzen variierenden Gehalten. Strukturell gehört Tremolit zu den  Kettensilikaten und dort zur Gruppe der Calcium-Amphibole.
Tremolit kristallisiert im monoklinen Kristallsystem und entwickelt meist säulige, nadelige und radialstrahlige Kristalle. er findet sich aber auch in Form faseriger bis körniger Mineral-Aggregate. Das Mineral kann je nach Art und Menge von Fremdbeimengungen verschiedene Farben annehmen. Bei 100 % Magnesium erscheint er meist weiß, bei geringen Beimengungen von Eisen grünlich. Daneben kommen auch graue, braune und rosa bis violette Farbtöne vor. Mit steigendem Eisengehalt wird die Farbe immer dunkler. Die Strichfarbe des Minerals ist dagegen immer weiß.
Unverletzte Kristalle sind meist durchsichtig und zeigen einen glasähnlichen Glanz auf den Oberflächen. Aggregatformen sind dagegen eher durchscheinend mit einem seidenähnlichen Oberflächenschimmer.
Tremolit ist das Endglied der Tremolit-Aktinolith-Ferro-Aktinolith-Mischreihe mit variabel austauschbaren Magnesium-Ionen (Tremolit) und Eisen-Ionen (Ferro-Aktinolith).

## Etymologie und Geschichte

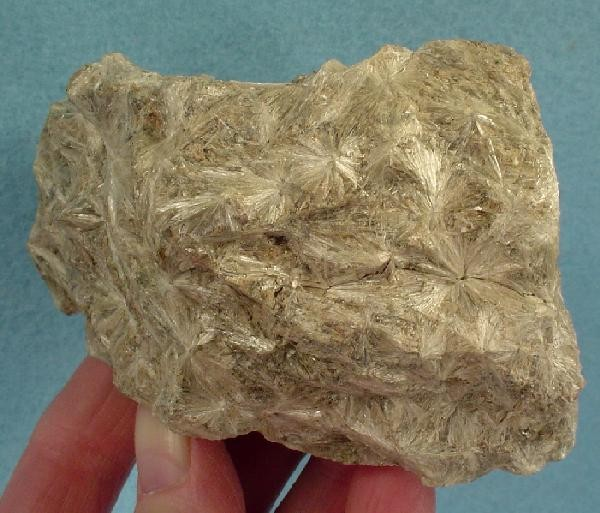
Tremolit aus dem Val Tremola, Schweiz

Erstmals entdeckt wurde Tremolit bei Campolungo im Val Piumogna im Schweizer Kanton Tessin. Die Erstbeschreibung erfolgte 1790 durch Johann Georg Albrecht Höpfner, der das Mineral nach dem am Gotthardpass liegenden Val Tremola benannte, welches er irrtümlich als Typlokalität dokumentiert hatte.
Das Typmaterial des Minerals wird im Muséum d’histoire naturelle de la Ville de Genève in Genf unter der Sammlungs-Nr. HBS 1022 (HT) und im Kantonalen Geologiemuseum in Lausanne unter den Sammlungs-Nr. MGL 60746 und MGL 60787 aufbewahrt.

## Klassifikation
Bereits in der veralteten 8. Auflage der Mineralsystematik nach Strunz gehörte der Tremolit zur Mineralklasse der „Silikate und Germanate“ und dort zur Abteilung der „Kettensilikate und Bandsilikate (Inosilikate)“, wo er zusammen mit Aktinolith und Ferro-Aktinolith (ehemals Ferroaktinolith) die „Aktinolith-Reihe“ mit der System-Nr. VIII/D.05b innerhalb der Gruppe der „Klinoamphibole“ bildete.
Im zuletzt 2018 überarbeiteten und aktualisierten Lapis-Mineralienverzeichnis nach Stefan Weiß, das sich aus Rücksicht auf private Sammler und institutionelle Sammlungen noch nach dieser alten Form der Systematik von Karl Hugo Strunz richtet, erhielt das Mineral die System- und Mineral-Nr. VIII/F.10-10. In der „Lapis-Systematik“ entspricht dies ebenfalls der Abteilung „Ketten- und Bandsilikate“, wo Tremolit zusammen mit Aktinolith, Chromio-Pargasit, Edenit, Ferri-Kaersutit, Ferro-Aktinolith, Ferro-Edenit, Ferro-Ferri-Hornblende, Ferro-Hornblende, Ferro-Pargasit, Ferro-Tschermakit, Fluoro-Cannilloit, Fluoro-Edenit, Fluoro-Pargasit, Fluoro-Tremolit, Hastingsit, Kaersutit, Kalium-Chloro-Hastingsit, Kalium-Chloro-Pargasit, Kalium-Ferro-Ferri-SadanagaitKalium-Ferro-Pargasit, Kalium-Fluoro-Hastingsit, Kalium-Fluoro-Pargasit, Kalium-Hastingsit, Kalium-Magnesio-Hastingsit, Kalium-Pargasit, Kalium-Sadanagait, Magnesio-Ferri-Fluoro-Hornblende, Magnesio-Fluoro-Hastingsit, Magnesio-Hastingsit, Magnesio-Hornblende, Oxo-Magnesio-Hastingsit, Pargasit, Sadanagait und Tschermakit die Gruppe der „Ca2-Amphibole“ bildet. Zusätzlich werden in dieser Systematik neben Ferro-Ferri-Tschermakit, Ferro-Kaersutit, Ferri-Sadanagait und Ferro-Sadanagait als bisher nur hypothetisch bekannten Endgliedern von Mischreihen noch die inzwischen diskreditierten Kalium-Magnesio-Sadanagait, Magnesio-Sadanagait, Parvo-Mangano-Edenit und Parvo-Manganotremolit als weitere Gruppenmitglieder genannt.
Auch die von der International Mineralogical Association (IMA) zuletzt 2009 aktualisierte 9. Auflage der Strunz’schen Mineralsystematik ordnet den Tremolit in die Abteilung der „Ketten- und Bandsilikate“ ein. Diese ist allerdings weiter unterteilt nach der Struktur der Kettenbildung und der Zugehörigkeit zu einer größeren Gruppe verwandter Minerale, so dass Tremolit entsprechend seinem Aufbau in der Unterabteilung „Ketten- und Bandsilikate mit 2-periodischen Doppelketten, Si4O11; Amphibol-Familie, Klinoamphibole“ zu finden ist, wo er in der Gruppe der „Ca-Klinoamphibole, Tremolitgruppe“ mit der System-Nr. 9.DE.10 zu finden ist.
Auch die vorwiegend im englischen Sprachraum gebräuchliche Systematik der Minerale nach Dana ordnet den Tremolit in die Klasse der „Silikate und Germanate“, dort allerdings in die bereits feiner unterteilte Abteilung der „Kettensilikate: Doppelte unverzweigte Ketten, W=2“. Hier ist er in der „Gruppe 2, Calcium-Amphibole“ mit der System-Nr. 66.01.03a innerhalb der Unterabteilung der „Kettensilikate: Doppelte unverzweigte Ketten, W=2 Amphibol-Konfiguration“ zu finden.

## Kristallstruktur
Tremolit kristallisiert monoklin in der Raumgruppe C2/m (Raumgruppen-Nr. 12) mit den Gitterparametern a = 9,86 Å; b = 18,05 Å; c = 5,29 Å und β = 104,8° sowie 2 Formeleinheiten pro Elementarzelle.

## Eigenschaften

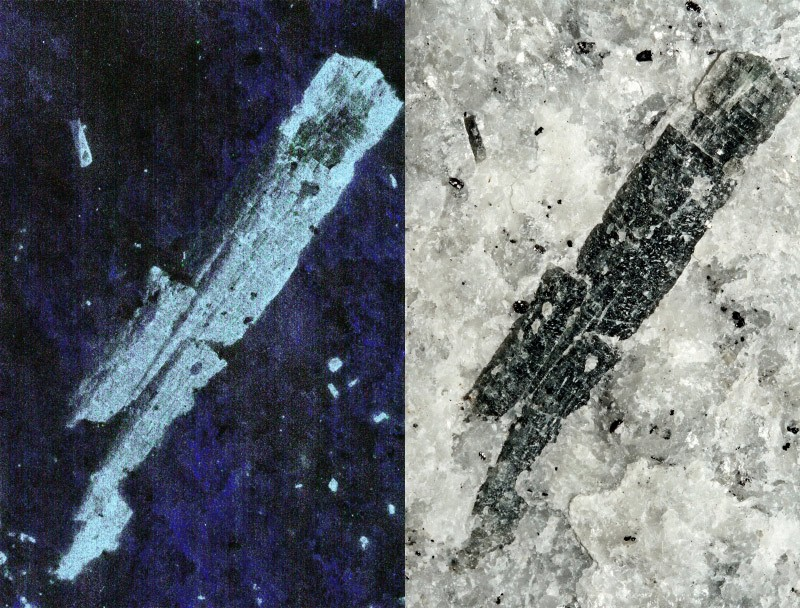
Tremolit im Tageslicht und unter kurzwelligem UV-Licht hellblau fluoreszierend aus Franklin, Sussex County, New Jersey, USA

Je nach Fundort zeigen manche Tremolite unter kurzwelligem UV-Licht eine bläuliche, aber auch grüne, orange, rosa bis rote oder weiße und unter langwelligem UV-Licht eine orange oder rosa bis rote Fluoreszenz.

## Modifikationen und Varietäten
Eine Varietät ist das sogenannte Bergleder, das aus miteinander verfilzten Mineralfasern besteht und im Aussehen dem Leder recht ähnlich sieht.
Hexagonit ist eine durch geringe Beimengungen an Mangan violette Varietät von Tremolit.
Mit Aktinolith bildet Tremolit eine lückenlose Mischungsreihe. Die entsprechenden Mischkristalle, die eine große Härte besitzen, werden als Nephrit und wegen ihrer charakteristischen grünlichen Färbung auch als Jade (neben dem vorwiegend aus Jadeit bestehenden Gestein) bezeichnet.

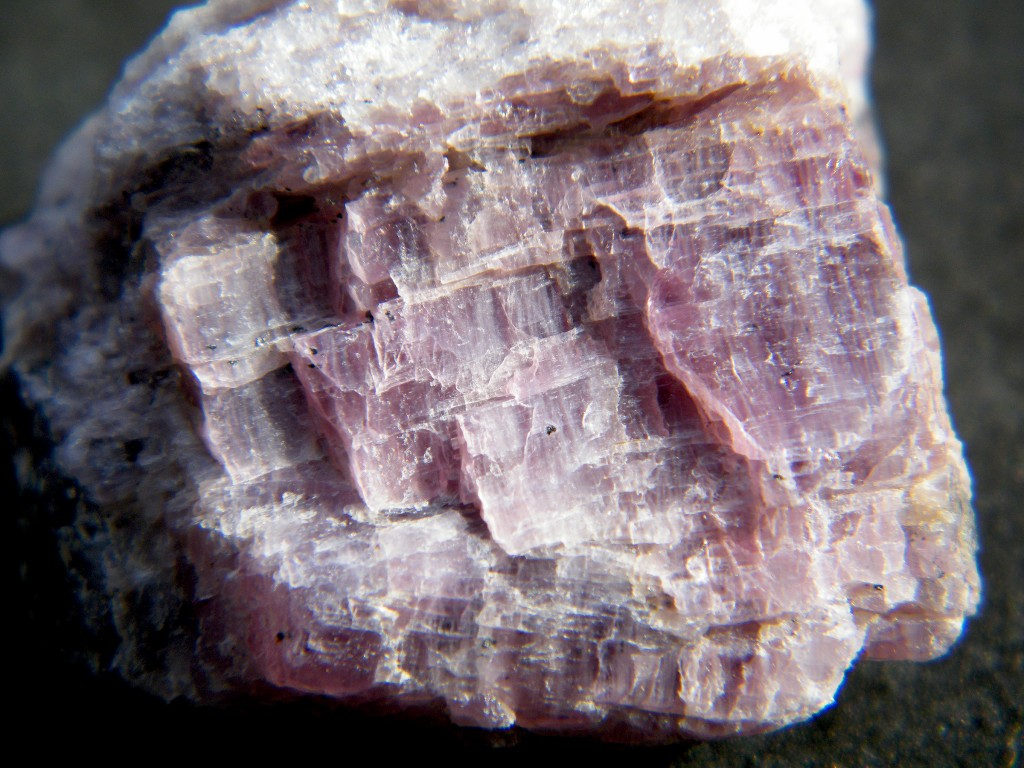
Violetter Hexagonit aus dem Zink-Bergbaugebiet Balmat-Edwards, St. Lawrence County, New York, USA (Größe: 38,1 × 38,1 mm)
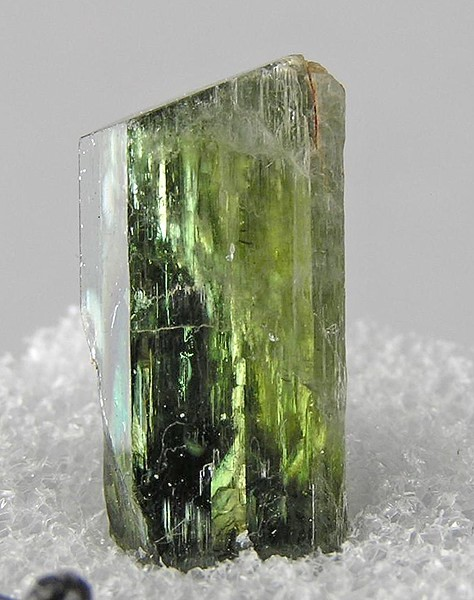
Grüner Tremolit vom Ibity Massiv, Madagaskar (Größe: 2,2 × 1,2 × 0,6 cm)

## Bildung und Fundorte

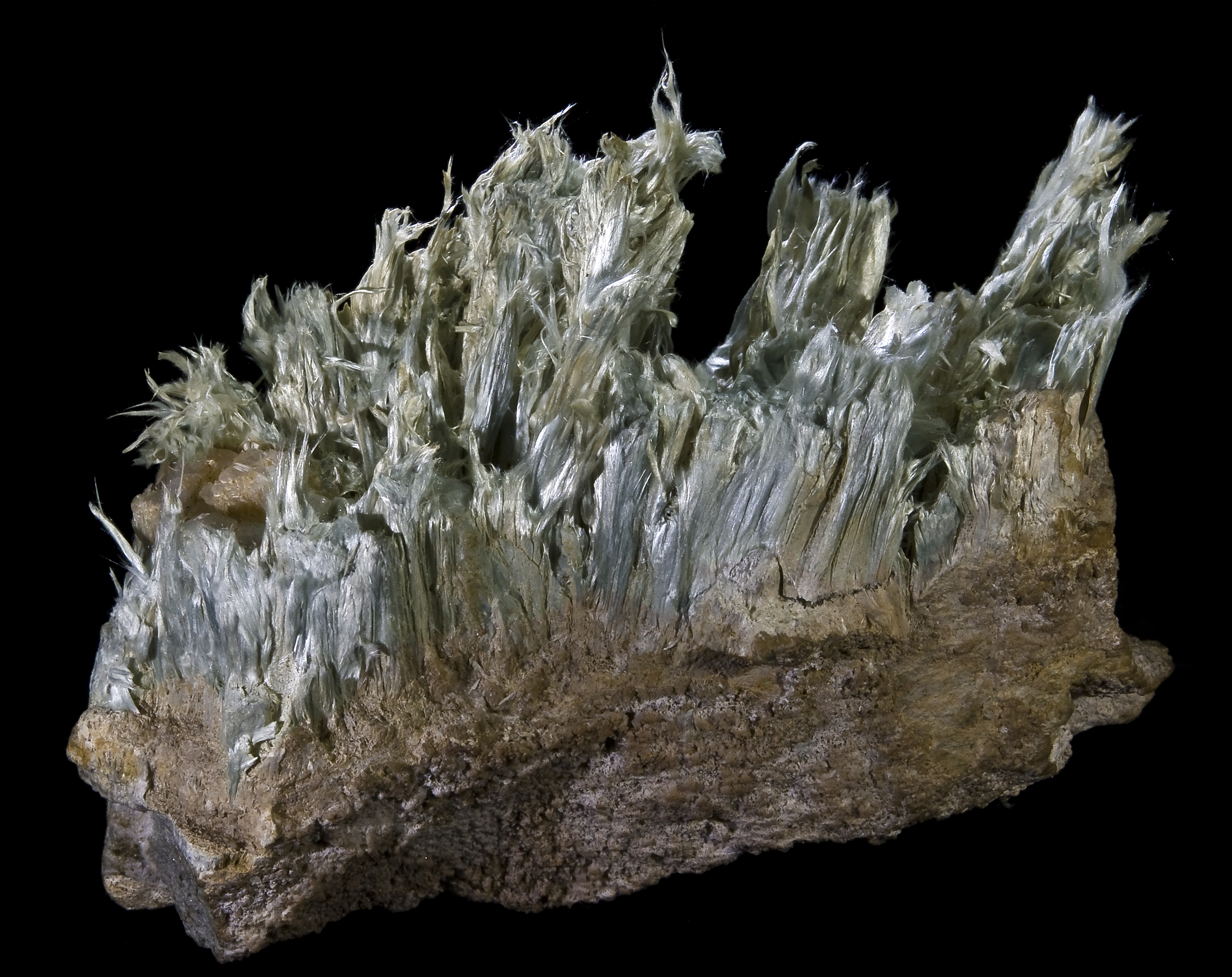
Faseriger Tremolit aus dem Vallée d’Aure, Département Hautes-Pyrénées, Frankreich

Tremolit bildet sich metamorph und kommt in Talkschiefern und oft auch in unreinen kristallinen Varietäten dolomitischen Kalksteines vor. Weniger häufig tritt es in Pyroxenlagern von Eruptivgesteinen auf. Begleitminerale sind unter anderem Calcit, Cummingtonit, Diopsid, Dolomit, Forsterit, calciumhaltige Granate, Talk, Magnesiocummingtonit, Riebeckit, Winchit und Wollastonit.
Als häufige Mineralbildung ist Tremolit an vielen Orten anzutreffen, wobei weltweit bisher fast 3000 Fundstätten dokumentiert sind (Stand 2022). Neben seiner Typlokalität Campolungo im Val Piumogna und dem Val Tremola am Gotthardpass wurde das Mineral in der Schweiz noch bei Fusio im Tessiner Bezirk Vallemaggia, am Ofenhorn und am Geisspfad im Binntal sowie bei Martigny im Kanton Wallis gefunden.
In Deutschland fand man Tremolit bisher unter anderem am Silberberg bei Todtnau in Baden-Württemberg, an mehreren Orten des Frankenlandes und Niederbayerns, bei Roßbach (Bensheim) im hessischen Odenwald, bei Bad Harzburg in Niedersachsen, bei Breitenbrunn/Erzgeb., Schneeberg und Beierfeld im Erzgebirge und bei Oelsnitz im Vogtland in Sachsen sowie bei Barmstedt und Schönberg in Schleswig-Holstein.
In Österreich konnte das Mineral an mehreren Orten im Burgenland, in Kärnten, Niederösterreich, Salzburg, der Steiermark sowie im Tiroler Inn- und Zillertal nachgewiesen werden.
Bekannt aufgrund außergewöhnlicher Tremolitfunde ist zudem Brumado, in Bahia, Brasilien, wo langprismatische Kristalle von bis zu 40 cm Länge gefunden wurden.
Weitere Fundorte liegen unter anderem in Afghanistan, Ägypten, die Antarktis, Argentinien, Äthiopien, Australien, Bangladesch, Bolivien, Brasilien, Bulgarien, Chile, China, Fidschi, Finnland, Frankreich, Georgien, Griechenland, Grönland, Haiti, Indien, Iran, Irland, Italien, Japan, Kanada, Kasachstan, Kenia, Nord- und Südkorea, Madagaskar, Malaysia, Marokko, Mexiko, Myanmar, Namibia, Neuseeland, Norwegen, Pakistan, Peru, Polen, Portugal, Rumänien, Russland, Sambia, Simbabwe, Slowakei, Spanien, Schweden, Südafrika, Taiwan, Tansania, Tschechien, Türkei, Ukraine, Ungarn, die US-amerikanische Jungferninsel Saint John, das Vereinigte Königreich (Großbritannien) und den Vereinigten Staaten von Amerika (USA).
Auch in Gesteinsproben des Mittelatlantischen Rückens konnte Tremolit gefunden werden.

## Verwendung
Faserartige Tremolite wurden zur Herstellung von Asbest verwendet.
Für Geologen und Petrologen ist Tremolit ein Temperatur-Indikator, da es sich bei höheren Temperaturen in Diopsid umwandelt.